# Saccifolieae
Saccifolieae, biljni tribus, dio porodice sirištarki. Sastoji se od pet rodova a tipični rod je  (Saccifolium) iz tropske Amerike.
Vrsta Saccifolium bandeirae bizarnog je izgleda, poznat tek s jednog planinskog vrha u regiji Gvajane u južnoj Venezueli i sjevernom Brazilu. Prije je bio smješten u vlastitu porodicu, Saccifoliaceae, zbog svojih jedinstvenih vrećicastih listova, koji se ne nalaze nigdje drugdje u biljnom carstvu. Međutim, unatoč ovoj morfološkoj novosti, filogenetske studije pokazuju da pripada najbazalnijem plemenu porodičnog stabla Gentianaceae.

## Rodovi:
Tribus Saccifolieae Struwe, Thiv, V. A. Albert & Kadereit
1. Curtia Cham. & Schltdl. (9 spp.)
2. Hockinia Gardner (1 sp.)
3. Saccifolium Maguire & Pires (1 sp.)
4. Tapeinostemon Benth. (8 spp.)
5. Voyriella (Miq.) Miq. (1 sp.)